# جون الكسندر وير
جون الكسندر وير (بالإنجليزية: John Alexander Weir)‏ هو محامي أمريكي وكندي، ولد في 13 ديسمبر 1894 في أردوتش في الولايات المتحدة، وتوفي في 3 يونيو 1942 في إدمونتون في كندا.